# 日本海運集会所
一般社団法人日本海運集会所（にほんかうんしゅうかいじょ）は、海運関係者のための業界団体。元国土交通省所管。

## 海事仲裁
日本海運集会所は、日本で唯一の常設海事仲裁機関として海事に関わる仲裁を事業の一環として行っている。この仲裁による判断の結果は、裁判所の確定判決と同一の効果を有することが仲裁法によって保障されている。